# Élections sénatoriales de 1998 en Haute-Corse
L'élection sénatoriale dans la Haute-Corse a eu lieu le dimanche 27 septembre 1998. 
Elle a eu pour but d'élire le sénateur représentant le département de la Haute-Corse pour un mandat de neuf années.

## Contexte départemental
Lors des élections sénatoriales du 24 septembre 1989 dans la Haute-Corse, un sénateur a été élu, François Giacobbi (PRG).
François Giacobbi est mort en 1997. Son suppléant, Jean-Baptiste Motroni (PS) lui succède.
Depuis, tous les effectifs du collège électoral des grands électeurs ont été renouvelés, avec les élections législatives françaises de 1997, les élections régionales françaises de 1998, les élections cantonales de 1994 et 1998 et les élections municipales françaises de 1995.

## Rappel des résultats de 1989
|                | François Giacobbi    | MRG            | 293 | 58,60  |  |  |
|                | Jean-Charles Colonna | RPR            | 166 | 33,20  |  |  |
|                | Ange Rovère          | PCF            | 29  | 5,80   |  |  |
|                | Mauriziu Acquaviva   | REG            | 12  | 2,40   |  |  |
|                |                      |                |     |        |  |  |
| Inscrits       | Inscrits             | Inscrits       | 504 | 100,00 |  |  |
| Abstentions    | Abstentions          | Abstentions    | 0   | 0,00   |  |  |
| Votants        | Votants              | Votants        | 504 | 100,00 |  |  |
| Blancs et nuls | Blancs et nuls       | Blancs et nuls | 4   | 0,79   |  |  |
| Exprimés       | Exprimés             | Exprimés       | 500 | 99,21  |  |  |

## Sénateur sortant
| Sénateur | Sénateur              | Parti | Fonctions lors de l'élection en 1989 |
| -------- | --------------------- | ----- | ------------------------------------ |
|          | Jean-Baptiste Motroni | PS    | Conseiller général                   |

## Présentation des candidats
Le seul représentant de la Haute-Corse est élu pour une législature de 9 ans au suffrage universel indirect par les 364 grands électeurs du département. 
En Haute-Corse, le sénateur est élu au scrutin majoritaire à deux tours.
| Candidats | Candidats             | Parti | Principale fonction                        |
| --------- | --------------------- | ----- | ------------------------------------------ |
|           | Jean-Baptiste Motroni | PS    | Sénateur sortant, conseiller général       |
|           | Paul Natali           | RPR   | Conseiller territorial, conseiller général |
|           | Michel Guerrero       | FN    |                                            |

## Résultats
|                | Paul Natali           | RPR            | 257 | 52,02  |  |  |
|                | Jean-Baptiste Motroni | PS             | 235 | 47,57  |  |  |
|                | Manuel Guerrero       | FN             | 2   | 0,40   |  |  |
|                |                       |                |     |        |  |  |
| Inscrits       | Inscrits              | Inscrits       | 509 | 100,00 |  |  |
| Abstentions    | Abstentions           | Abstentions    | 5   | 0,98   |  |  |
| Votants        | Votants               | Votants        | 504 | 99,02  |  |  |
| Blancs et nuls | Blancs et nuls        | Blancs et nuls | 10  | 1,98   |  |  |
| Exprimés       | Exprimés              | Exprimés       | 494 | 98,02  |  |  |